# Абсолютний Росомаха проти Халка
«Абсолютний Росомаха проти Халка», раніше «Досконалий Росомаха проти Халка» (англ. «Ultimate Wolverine vs. Hulk») — обмежена серія коміксів видавництва Marvel, з сценарієм від Деймона Лінделофа, та малюнком від Леїніла Френціса Ю та Дейва Мак-Кейґа.
Серія проходить між випусками Ultimate X-Men #69 та #71 і між випусками Ultimates #2 та #11. Ця мінісерія — це відсилання до коміксного дебюту Росомахи у The Incredible Hulk #180-182.
11 травня 2019 року видавництво Північні Вогні випустило українське видання цього коміксу.

## Затримки в серії
Графік випуску серії отримав декілька затримок, починаючи з випуску 3. Спочатку він був запланований на 19 квітня 2006 року, але був відкладений на 17 травня. Ця дата як з'явилась, так і зникла, приблизно через тиждень, не сказавши ні слова про долю серії, Marvel оголосило, що випуск вийде 12 липня. Подальші затримки призвели до того, що випуск було перенесено на 9 серпня, потім 20 вересня, потім 25 жовтня, потім 1 листопада, 8 листопада та 27 грудня. Нарешті, у середині листопада 2006 року було оголошено, що третій випуск серії був офіційно скасований до тих пір, поки не будуть завершені усі інші випуски мінісерії.
На панелі San Diego Comic-Con 2008 Кесада і Лінделоф оголосили, що усі випуски були написані сценарієм, а Лінделоф передав Кесаде остаточний сценарій на очах в аудиторії, і що як тільки Ю закінчить свою роботу над «Secret Invasion» (укр. «Таємне Вторгнення»), він надасть художні роботи для решти випусків.
У щотижневому блозі Джо Кесади, він показав трохи сценарію з майбутнього випуску в серії. У пред-перегляді є сцена, де Абсолютний Халк змушує Росомаху вибирати, яку ногу він волів би з'їсти. Кесада також написав у своєму блозі, що Леїніл Френціс Ю був схвильований, щоб почати роботу над серією знову, після «Secret Invasion». Перші два випуски були перевидані в лютому 2009 року в рамках підготовки до випуску завершальних випусків. Третій випуск нарешті вийшов 4 березня 2009 року, четвертий і п'ятий випуски вийшли у квітні, а шостий і останній випуск — в травні 2009 року, через три з половиною роки після випуску першого.

## Відсилання в інших коміксах
- В Ultimate X-Men #97, після бою з Колосом, в результаті якого металевий відриває одну з ніг Росомахи, Колос і Росомаха знаходяться у лазареті Людей-Ікс, розмовляючи про свою битву, коли Росомаха згадує, як він бився з зеленим гігантом. Він пояснює Колосу, що тоді той відірвав цілу нижню половину його тіла. Лоґан каже Колосу: "після того, як я зцілився від цього, ти повинен був бачити, що я зробив з Халком... це було епічно."
- Комікс Ultimates 3 #5 робить опосередковане посилання на незавершений статус серії, коли Росомаха потрапляє у бій з андроїд-копією Халка від Альтрона, на диких землях. Під час бою Росомаха коментує: "я б хотів, щоб ти був справжнім Халком. У нас з ним залишилися незавершені справи."
- У Ultimatum #4 Халк і Росомаха, нарешті, зустрічаються знову - на цей раз в спустошеному Нью-Йорку. Халк каже: "Халк знає тебе. Халк розірвав тебе навпіл!" На це Росомаха відповідає: "Ага. Я сподівався, що ми не будемо проходити через ЦЕ знову..." Однак вони не стали битися, коли втрутилася Джин Ґрей та телепатично переконала Халка, що він не хоче битися з Росомахою, а потребує його допомоги.

## В інших медія
10 вересня 2013 серія була адаптована у анімаційний мультфільм від Marvel Knights, який вийшов на DVD компанією Shout! Factory.

## Українське видання
У вересні 2018 року видавництво Northern Lights, одне з офіційних ліцензаторів коміксів Marvel, на фестивалі Comic Con Ukraine 2018 анонсували випуск збірки серії у форматі тверда обкладинка українською на 2018 рік.
У грудні 2018 року, на фестивалі Comxfest, видавництво нагадало про випуск коміксу у 2019 році, також оголосивши затверджений переклад назви - «Досконалий Росомаха проти Халка». А також заявило дату релізу коміксу — 1 квартал (січень-березень) 2019 року.
29 березня 2018 року, видавництво пояснило відсутність новин та предзамавлень коміксу, оголосивши нову дату релізу — кінець квітня 2019 року, проте згодом випуск коміксу знову затримався. Також видавництво вирішило оновити назву коміксу, і заявило що "фінальний варіант" назви буде — «Абсолютний Росомаха проти Халка».
10 травня «Київський Фестиваль Коміксів 2» анонсував, що видавництво Північні Вогні почне продажі коміксу саме на цьому фестивалі, тобто 11 травня.